# Colegiales
Colegiales est un des quartiers ou barrios de la ville de Buenos Aires, capitale de l'Argentine. Il est délimité par les rues Avenida Álvarez Thomas, Avenida Forest, Avenida de los Incas, Calle Virrey del Pino, Avenida Cabildo, Calle Jorge Newbery, Calle Crámer et Avenida Dorrego. Avec plus ou moins 57 000 habitants sur une superficie de seulement 240 hectares, le quartier apparait comme très densément peuplé.
Le jour du quartier est le 21 septembre.
C'est un quartier globalement familial, comportant de nombreuses écoles.
Sa proximité avec le barrio de Palermo, sa tranquillité, la présence des métro B et D en ses extrémités nord et sud en font un quartier apprécié des petits et des grands.

## Le quartier en chiffres
- Population : 56 998 habitants (en 2001).
- Superficie : 2,6 km2.
- Densité : 21 922 hab./km2.